# Roblekov dom na Begunjščici
A Roblekov dom na Begunjščici egy 1657 méter magasan levő hegyi ház a Begunjščica hegy nyugati oldalán, Szlovéniában. Hugon Roblek szlovén hegymászó után nevezték el. Az eredeti házat 1909. július 25-én nyitották meg, valamivel lejjebb a jelenlegi helyétől. A mai ház 1933. július 30-án nyitott meg, 1946. szeptember 15-én pedig renoválták. A Radovljicai Hegymászó Egyesület tartja rendben. A nyári szezonban állandóan nyitva van, az év többi részében pedig főleg csak hétvégeken, amikor szép az idő.

## Hozzáférés
- 3.30 h: a Begunje faluból, a Planinica (1128 m) hegy mellett
- 3.30 h: Begunjeből, a Blatnice völgyön át
- 4 h: Begunjeből, a Szt. Péter templom mellett
- 3.30 h: a Podljubelj faluból, a Preval hegyszoroson át

## Közeli hegyi házak
- 3 h: Koča na Dobrči (1487 m), a Preval  hegyszoroson át
- 5 h: Koča na Dobrči (1487 m), a Begunjščica csúcson át
- 1.30 h: Planinski dom na Zelenici (1536 m)
- 2.30 h: Valvasorjev doma pod Stolom (1181 m), a Szlovén hegyi ösvényt követve

## Közeli hegycsúcsok
- 1 h: Begunjščica (Veliki vrh, 2060 m)

## Külső hivatkozások
- Roblekov dom - Hribi.net
- Radovljicai Hegyi Társaság